# Thomas Nashe
Thomas Nashe o Thomas Nash (Lowestoft, Suffolk, 1567-Londres, c. 1601) fue un dramaturgo, escritor, satirista y un importante panfletista isabelino. Es conocido por su novela The Unfortunate Traveller, sus panfletos, incluido Pierce Penniless, y sus numerosas defensas a la Iglesia de Inglaterra.

## Biografía
Nació en noviembre de 1567 en Lowestoft, un puerto pesquero de la costa este inglesa, como tercer hijo de un clérigo llamado William Nashe y de Margaret Witchingham. Muy niño aún su familia se trasladó a la aldea de Harling, al oeste en Norfolk, donde el padre había sido nombrado párroco. Pasó cinco años estudiando en la Universidad de Cambridge, donde se graduó en 1586; al año siguiente murió su padre y Nashe aprovechó su herencia para marchar a Londres. Sobresalía ya por su agudo ingenio (su sátira misógina Anatomía de lo absurdo, escrita en la universidad en 1588 y publicada en 1590, así lo demuestra), que empleó como libelista escribiendo panfletos. Entre estos destacan los escritos bajo el pseudónimo de Pasquill, alentado por el gobierno y por encargo de la Iglesia de Inglaterra, contra un grupo de fundamentalistas protestantes (a los que se conocía en la época como Puritanos) que firmaba Martin Mar-prelate; el más ácido es Una almendra para un papagayo(1590).
En Londres entabló amistad con otros escritores formados en Cambridge, como Christopher Marlowe y en particular Robert Greene, quienes como él no estaban interesados en consagrarse a la enseñanza o a la iglesia y procuraban subsistir como escritores. Por entonces sostuvo además una violenta controversia literaria contra los hermanos Harvey, Gabriel y Richard, escritores que habían criticado acerbamente su obra y la de su amigo Robert Greene; a esta polémica corresponde su sátira en prosa Pierce, el pobre: una súplica al demonio, escrita en 1592 y que fue su primer éxito; la polémica concluyó por orden de la Iglesia en 1599. Otros panfletos dignos de mención son Cristo llora sobre Jerusalén (1593), en el que critica los vicios del Londres de la época y que le mandó a la cárcel de Newgate, y la mascarada satírica Última voluntad y testamento de Summers (1600).
Entre sus obras dramáticas destacan Última voluntad y testamento de Summer, 1592, y la famosa, pero que no ha subsistido, La isla de los perros, 1597, escrita en colaboración con Ben Jonson y causante de tal alboroto en Londres que se ordenó cerrar a todos los teatros y sus actores y autores tuvieron que abandonar la ciudad más deprisa que despacio poniendo los pies en polvorosa; pero ninguno logró escapar a excepción de Nashe, que se refugió en Great Yarmouth antes de poder volver a Londres cuando ya las cosas se habían serenado y perdió en el asunto sus papeles, que fueron confiscados.
Nashe compuso la primera novela picaresca inglesa, El viajero desgraciado, o La vida de Jack Wilton (1594); fue una obra muy influyente en la narrativa inglesa y anticipa las novelas de Daniel Defoe y Tobías Smollett sobre jóvenes que corren aventuras en Ultramar; el protagonista es un rufián que entra en el ejército de Enrique VIII y recorre Francia e Italia como soldado al servicio del Conde de Surrey. En la novela aparecen horripilantes descripciones de muertes y torturas al final, como correspondía a la moda que había entrado en la literatura inglesa con La tragedia española de Thomas Kyd y el Tito Andrónico de Shakespeare, y que hizo al público asistir complacido a las ejecuciones públicas y a las luchas de perros y osos.

## Obras
- 1588 Anatomie of Absurditie, impresa en 1590.
- 1589 An Almond for a Parrat, panfleto satírico contra los puritanos.
- 1589 "Prefacio" al Menaphon de Robert Greene, una novela pastoril.
- 1592 Pierce Penilesse his Supplication to the Divell, panfleto satírico.
- h. 1592 The Choise of Valentines, poema pornográfico.
- 1592 Summer's Last Will and Testament, no publicado hasta 1600.
- 1593 Strange Newes
- 1593 Christs Teares over Ierusalem
- 1594 The Terrors of the Night, "Los terrores nocturnos", folleto contra los sueños proféticos.
- 1594 The Unfortunate Traveller, novela picaresca.
- 1596 Have with you to Saffron-walden
- 1599 Nashes Lenten Stuffe